# برانكو ميليوش
برانكو ميليوش ، من مواليد 17 أغسطس 1961 ، لاعب كرة قدم يوغسلافي سابق.
لعب مع منتخب يوغسلافيا لكرة القدم.

## وصلات خارجية
- برانكو ميليوش على موقع الاتحاد الدولي (مؤرشف)  (الإنجليزية)
- برانكو ميليوش على موقع قاعدة بيانات كرة القدم.إي يو (الإنجليزية)
- برانكو ميليوش على موقع ناشيونال فوتبول تيمز (الإنجليزية)
- برانكو ميليوش على موقع Soccerway.com (الإنجليزية)
- برانكو ميليوش على موقع عالم كرة القدم.نت (الإنجليزية)
- برانكو ميليوش على موقع أوليمبيديا (الإنجليزية)